# 天冥の標
『天冥の標』（てんめいのしるべ）は、小川一水によるSF小説。早川書房よりハヤカワ文庫として全10巻（計17冊）が刊行された。各巻はおのおの別の時間を舞台とするが、根底に関わりをもった一連の「壮大なスペースオペラ」。2018年12月時点でシリーズ累計部数は「40万部に迫る」と発表されている。
2020年に、シリーズが第40回日本SF大賞、第51回星雲賞日本長編部門(小説)を受賞。

## 構成
I メニー・メニー・シープ
西暦2803年に起こった植民星「メニー・メニー・シープ」での革命運動を描く。2009年9月に上下2冊が刊行された。
II 救世群
西暦2015年の地球を舞台に疫病「冥王斑」のパンデミックを描く。2010年3月刊行。
III アウレーリア一統
西暦2310年に勃発した、ドロテア・ワットを巡る《酸素いらず》・宇宙海賊・救世群による戦いを描く。2010年7月刊行。
IV 機械じかけの子息たち
西暦2313年の娼界「ハニカム」を舞台に、冥王斑患者群の少年と《恋人たち》の交流を描く。2011年5月刊行。
V 羊と猿と百掬の銀河
西暦2349年の小惑星パラスに暮らす農夫の生活と、6000万年前に起こったダダーのノルルスカインの誕生を描く。2011年11月刊行。
VI 宿怨
2500年頃の、ロイズ非分極保険社団を中心とする人類と《救世群》の戦いを描く。全3冊からなり、PART1が2012年5月、PART2が2012年8月、PART3が2013年1月に刊行された。
VII 新世界ハーブC
太陽系全域での冥王斑パンデミックを生き延びた若者たちの生活を描く。2013年12月刊行。
VIII ジャイアント・アーク
別の視点から見たI巻の出来事と、メニー・メニー・シープ星のその後が描かれる。PART1が2014年5月に、PART2が2014年12月に刊行された。
IX ヒトであるヒトとないヒトと
大閉日（ビッグ・クロージング）以降の各勢力の情勢を描く。PART1が2015年12月に、PART2が2016年10月に刊行された。
X 青葉よ、豊かなれ
完結編。PART1が2018年12月に刊行され、PART2は2019年1月、PART3は2019年2月に刊行された。

## 諸勢力
《酸素いらず》（アンチ・オックス）
電気代謝能力を身に付ける人体改造を行って酸素呼吸を必要としなくなった人々。その体質から宇宙での活動を得意とする。2110年にクリステンセンによって建国されたノイジーラント大主教国を本拠地としている。キリスト教ケブネカイセ派を信仰しており、そのエスレル会派の主教を務めているのがアウレーリア家である。メニー・メニー・シープの《海の一統》（アンチョークス）はこの子孫。
オムニフロラ
熱循環からエネルギーを得て爆発的に増殖するつる植物のような存在。被展開知性体のミスチフを伴いながら複数の銀河団に渡る広大な領域を浸食しつつあり、周辺の生命体の脅威となっている。数えきれない宇宙種族がその阻止に失敗して飲み込まれ、彼らの断末魔の電磁的叫びは周囲の種族へ警告と戦慄を与えている。
カンミア
高度なテクノロジーを持つ青白い昆虫然とした小柄な異星人。地球人にはカルミアンと呼ばれる。フェロモンによる意思疎通を特長とし、母星カンミアでは女王を中心に整然とした真社会性の体制を築いていた。
《恋人たち》（ラヴァーズ）
人間に性的奉仕を行う存在として工芸士ウルヴァーノに製作されたアンドロイド。小惑星を改造した天体施設ハニカムで暮らしていたが、その後救世群と同居するようになる。怪しげな魅力を持った不老不死の人々。
ダダー
生物やコンピューターのリソースを利用して動く被展開知性体。宇宙規模で存在する意識流の一つが地球で展開され、ダダーのノルルスカインと名乗っている。ミスチフとは因縁の仲。
救世群（プラクティス）
冥王斑患者群の通称。初期の発症者にして始祖である檜沢千茅の子孫を中心とする冥王斑患者群連絡会議（PPL）に統治されている。当初はエクアドル沖ココ島の隔離コミュニティで暮らしていたが、22世紀頃に月面のキュンティア居住地へ、24世紀頃にエウレカ居住地に移住した。
医師団（リエゾン・ドクター）
地球での冥王斑パンデミックの際に冥王斑患者を支援するために医師によって設立された組織。救世群と一般社会の仲介を務めている。
ロイズ非分極保険社団
致命的宇宙戦闘を禁じた西暦2222年の第三次拡張ジュネーブ条約（クアッド・ツー）成立時に設立された団体。クアッド・ツーの履行を監視している。軍需産業に圧倒的な影響力を持つマツダ・ヒューマノイド・デバイシズ（MHD）社はこの子会社。

## 書誌情報
- 天冥の標I メニー・メニー・シープ[上] （早川書房 ハヤカワ文庫JA、2009年9月、ISBN 978-4150309688）
- 天冥の標I メニー・メニー・シープ[下] （早川書房 ハヤカワ文庫JA、2009年9月、ISBN 978-4150309695）
- 天冥の標II 救世群 （早川書房 ハヤカワ文庫JA、2010年3月、ISBN 978-4150309886）
- 天冥の標III アウレーリア一統 （早川書房 ハヤカワ文庫JA、2010年7月、ISBN 978-4150310035）
- 天冥の標IV 機械じかけの子息たち （早川書房 ハヤカワ文庫JA、2011年5月、ISBN  978-4150310332）
- 天冥の標V 羊と猿と百掬の銀河 （早川書房 ハヤカワ文庫JA、2011年11月、ISBN 978-4150310509）
- 天冥の標VI 宿怨 PART1（早川書房 ハヤカワ文庫JA、2012年5月、ISBN 978-4150310677）
- 天冥の標VI 宿怨 PART2（早川書房 ハヤカワ文庫JA、2012年8月、ISBN 978-4150310806）
- 天冥の標VI 宿怨 PART3（早川書房 ハヤカワ文庫JA、2013年1月、ISBN 978-4150310943）
- 天冥の標VII 新世界ハーブC（早川書房 ハヤカワ文庫JA、2013年12月、ISBN 978-4150311391）
- 天冥の標VIII ジャイアント・アーク PART1（早川書房 ハヤカワ文庫JA、2014年5月、ISBN 978-4150311599）
- 天冥の標VIII ジャイアント・アーク PART2（早川書房 ハヤカワ文庫JA、2014年12月、ISBN 978-4150311698）
- 天冥の標IX ヒトであるヒトとないヒトと PART1（早川書房 ハヤカワ文庫JA、2015年12月、ISBN 978-4150312138）
- 天冥の標IX ヒトであるヒトとないヒトと PART2（早川書房 ハヤカワ文庫JA、2016年10月、ISBN 978-4150312312）
- 天冥の標X 青葉よ、豊かなれ PART1（早川書房 ハヤカワ文庫JA、2018年12月、ISBN 978-4150313555）
- 天冥の標X 青葉よ、豊かなれ PART2（早川書房 ハヤカワ文庫JA、2019年1月、ISBN 978-4150313593）
- 天冥の標X 青葉よ、豊かなれ PART3（早川書房 ハヤカワ文庫JA、2019年2月、ISBN 978-4150313623）